# Liste der Monuments historiques in Sarralbe
Die Liste der Monuments historiques in Sarralbe führt die Monuments historiques in der französischen Gemeinde Sarralbe auf.

## Liste der Bauwerke
| Bezeichnung  | Beschreibung                                          | Standort                    | Kennzeichnung | Schutzstatus | Datum | Bild           |
| ------------ | ----------------------------------------------------- | --------------------------- | ------------- | ------------ | ----- | -------------- |
| Porte d’Albe | Torturm der Ortsbefestigung, 15. oder 16. Jahrhundert | Rue du Maréchal-Foch (Lage) | PA00106995    | Classé       | 1922  | weitere Bilder |

## Liste der Objekte
| Bezeichnung                | Beschreibung                                                  | Standort                       | Kennzeichnung | Schutzstatus | Datum | Bild |
| -------------------------- | ------------------------------------------------------------- | ------------------------------ | ------------- | ------------ | ----- | ---- |
| Gemälde Kreuzabnahme       | Ölfarbe auf Leinwand, vergoldeter Holzrahmen, 18. Jahrhundert | in der Friedhofskapelle (Lage) | PM57000328    | Classé       | 1982  |      |
| Gemälde Mariä Verkündigung | Ölfarbe auf Leinwand, vergoldeter Holzrahmen, 18. Jahrhundert | in der Friedhofskapelle (Lage) | PM57000327    | Classé       | 1982  |      |